# Спирея зверобоелистная
Спире́я зверобоели́стная (лат. Spiraéa hypericifólia) — вид двудольных цветковых растений, относящийся к роду Спирея семейства Розовые (Rosaceae).
Кустарник с мелкими обратнояйцевидными листьями с зонтиками небольших белых пятичленных цветков.

## Ботаническое описание
Кустарник до 1,5 м высотой с длинными прутьевидными прямостоячими ветвями с коричневой корой. Молодые побеги голые или опушённые. Почки яйцевидные, острые, голые или почти голые, с коричневыми чешуйками.
Листья на черешках до 4 мм длиной, очерёдные, продолговато-обратнояйцевидные до обратнояйцевидно-ланцетных, 1,5—2,5 см длиной и 0,5—0,8 см шириной, цельнокрайные или с 3—5 зубцами на верхушке, с клиновидным основанием и тупой или острой верхушкой, обычно голые, редко с обеих сторон несколько опушённые, с тремя неясными жилками или с неясным же перистым жилкованием.
Цветки собраны по 4—11 в сидячие зонтики с несколькими мелкими прицветными листьями в основании. Цветоножки 0,8—1,8 см длиной, голые или опушённые. Прицветнички рано опадающие, очень мелкие. Цветки 5—9 мм в диаметре, с голым гипантием. Лепестки в числе 5, почти округлые до обратнояйцевидных, белые. Чашелистики треугольные, острые, при плодах прямые. Тычинки в количестве около 20, несколько короче лепестков.
Плод — многолистовка, листовки обычно голые, реже опушённые. Семена сплюснуто-узкоэллипсоидальные, 2—2,5 мм длиной, голые, с мелкосетчатой поверхностью, коричневые, несколько блестящие.

## Распространение и экология
Распространена от Южной Европы, юга Европейской части России и Кавказа до Восточной Сибири, Средней Азии и Северной Монголии.
Встречается преимущественно среди кустарников в степной и лесостепной зонах, по балкам, среди горных зарослей кустарников, поднимаясь до субальпийского пояса.

## Значение и применение
Листья и молодые побеги хорошо поедаются овцами и козами, другими сельскохозяйственными животными хуже.
Молодые побеги содержали (от абсолютно сухого вещества в %): 11,4 протеина, 6,5 золы, 1,12 кальция, 0,24 фосфора, 1,07 кремния, 1,20 хлора, 0,23 магния. В зимних побегах содержалось: 8,1 золы, 5,1 протеина, 4,1 жира, 48,9 клетчатки, 33,8 БЭВ.
Имеет значение для укреплений почв предгорной полосы при озеленении сколов. Медоносное растение.

## Таксономия
Spiraea hypericifolia L., Sp. pl. 1: 389 (1753).

### Синонимы
- Spiraea acutifolia Willd., 1809
- Spiraea ambigua Pall., 1784
- Spiraea aquilegiifolia Pall., 1776
- Spiraea crenata auct.
- Spiraea cuneifolia Sennen & Elías, 1928, nom. illeg.
- Spiraea flabellata Bertol. ex Guss., 1826
- Spiraea hispanica Ortega ex C.Vicioso, 1946, nom. illeg.
- Spiraea hookeriana Raf., 1838
- Spiraea microphylla Sennen & Elías, 1928, nom. illeg.
- Spiraea obovata Waldst. & Kit. ex Willd., 1809
- Spiraea orbicularis Hoffmanns., 1824
- Spiraea rhodoclada Levier, 1881
- Spiraea speciosa hort. ex K.Koch, 1869
- Spiraea thalictroides Pall., 1784
- Spiraea uralensis Sweet, 1826